# Peruaanse witnekeekhoorn
De Peruaanse witnekeekhoorn (Sciurus igniventris)  is een zoogdier uit de familie van de eekhoorns (Sciuridae). De wetenschappelijke naam van de soort werd voor het eerst geldig gepubliceerd door Wagner in 1842.

## Voorkomen
De soort komt voor in Brazilië, Colombia, Ecuador, Peru en Venezuela.